# Romana Petri
Romana Petri, pseudonimo di Romana Pezzetta (Roma, 10 settembre 1955), è una scrittrice, traduttrice e critica letteraria italiana.

## Biografia
Figlia del basso Mario Petri, ha vissuto per alcuni anni tra Roma e Lisbona. Insieme al marito Diogo Madre Deus ha fondato la casa editrice Cavallo di Ferro. 
È stata autrice di radiodrammi per la Rai e si è occupata di critica letteraria sui periodici Leggere, Nuovi Argomenti, l'Unità, Il Messaggero e La Stampa. È anche traduttrice (dal francese, dallo spagnolo e dal portoghese) di autori come Jean-Marie Gustave Le Clézio, Alina Reyes, Adolfo Bioy Casares, Anne Wiazemsky, Helena Marques, Ana Nobre de Gusmão, Inês Pedrosa, João Ubaldo Ribeiro. Ha tradotto dall'inglese Il diario di Adamo ed Eva di Mark Twain. 
È stata candidata al Premio Strega nel 1998 con Alle Case Venie e nel 2013 con Figli dello stesso padre. I suoi romanzi sono stati tradotti in Germania, Stati Uniti, Paesi Bassi, Inghilterra, Francia e Portogallo. Nel 2023 è per la terza volta finalista al Premio Strega con Rubare la notte.
Nel 2025 pubblica la biografia romanzata di Flannery O'Connor.

## Opere

### Romanzi e racconti
- Il Gambero blu e altri racconti, Milano, Rizzoli, 1990 ISBN 8817665169
- Il Ritratto del disarmo, Rizzoli, 1991 ISBN 8817665177
- Il Baleniere delle montagne, Rizzoli, 1993 ISBN 881766510X
- L'Antierotico, Venezia, Marsilio, 1995, ISBN 8831761951.
- Alle Case Venie, Marsilio, 1997, ISBN 883176778X.
- I padri degli altri, Marsilio, 1999 ISBN 8831772848
- La donna delle Azzorre, Casale Monferrato, Piemme, 2001 ISBN 9788879070751
- Dagoberto Babilonio, un destino, Milano, Arnoldo Mondadori Editore, 2002 ISBN 8804500654
- Esecuzioni, Roma, Fazi, 2005 ISBN 8881126168
- Ovunque io sia, Roma, Cavallo di Ferro, 2008 ISBN 9788879070416
- Ti spiego, Cavallo di Ferro, 2010 ISBN 9788879070652
- Tutta la vita, Milano, Longanesi, 2011 ISBN 9788830430754
- Poche ore, in Paolo Di Paolo et al., Una giornata con Tabucchi, Cavallo di ferro, 2012, pp. 39-61, ISBN 9788879071123
- Figli dello stesso padre, Longanesi, 2013 ISBN 9788830436114
- Giorni di spasimato amore, Longanesi, 2015
- Le serenate del Ciclone, Vicenza, Neri Pozza, 2016
- Il mio cane del Klondike, Neri Pozza, 2017
- Devo scegliere chi sognerà per me, illustrazioni di Fabio Delvò, introduzione di Massimo De Nardo, Rrose Sélavy, Tolentino, 2018
- La luce del mare, Napoli, Edizioni Cento Autori, 2018
- Pranzi di famiglia, Neri Pozza, 2019
- Cuore di furia, Marsilio, 2020
- Figlio del lupo, Arnoldo Mondadori Editore, 2020
- La rappresentazione, Arnoldo Mondadori Editore, 2021
- Mostruosa maternità, Roma, G. Perrone, 2022
- Uno per due, Viterbo, Tetra, 2022
- Rubare la notte, Mondadori Libri S.p.A., Milano, 2023
- Tutto su di noi , Milano, Mondadori, 2024
- La ragazza di Savannah, Mondadori, 2025

### Traduzioni
- Jean-Marie Gustave Le Clézio, Onitsha, Rizzoli, 1992
- Annie Ernaux, Diario dalla periferia, Rizzoli, 1994; Gli armadi vuoti, Rizzoli, 1996
- Alina Reyes, Anale nazionale, Marsilio, 1998
- Anne Wiazemsky, Il canto delle rane a Bajgora, Casale Monferrato, Piemme, 2000
- Éric Holder, Mademoiselle Chambon, Roma, E/O, 2000
- Camille Laurens, Tra le braccia sue, Torino, Einaudi, 2001
- George Sand, La Daniella, introduzione di Arnaldo Colasanti, Fazi, 2005
- Mark Twain, Il diario di Adamo ed Eva, Cavallo di ferro, 2010
- Fernando Pessoa l'astrologo, a cura di Paulo Cardoso, con la collaborazione di Jeronimo Pizarro, Cavallo di ferro, 2012
- Miguel Sousa Tavares,  Alba sporca, Neri Pozza, 2014
- Ana Nobre de Gusmão, Con rispetto parlando, Neri Pozza, 2014
- David Machado, Indice medio di felicità, Neri Pozza, 2015
- José Eduardo Agualusa, Teoria generale dell'oblio, Neri Pozza, 2017
- João Tordo, Biografia involontaria degli amanti, Neri Pozza, 2018

## Riconoscimenti
- 1990 - Premio Mondello Opera Prima[7] e terza classificata al Premio letterario nazionale per la donna scrittrice[8] con Il gambero blu e altri racconti
- 1998 - Premio Rapallo Carige per la donna scrittrice[9] e Premio Palmi[10] con Alle Case Venie
- 2002 - Premio Grinzane Cavour[11] con La donna delle Azzorre
- 2005 - Premio Nazionale Alghero Donna di Letteratura e Giornalismo sezione narrativa con Esecuzioni
- 2012 - Premio Fenice Europa e Premio Internazionale Bottari Lattes Grinzane con Tutta la vita
- 2013 - Premio Letterario Basilicata[12] con Figli dello stesso padre
- 2016 - SuperMondello[13] e Premio Roma sezione narrativa italiana[14] con La serenata del Ciclone
- 2019 - Premio Letterario The Bridge per la narrativa[15] con Pranzi di famiglia
- 2020 - Premio letterario Giovanni Comisso,[16] Premio della Giuria nell'ambito del Premio letterario nazionale per la donna scrittrice[17] e Premio Città di Penne - Mosca[18] con Figlio del lupo